# Kupusina
Kupusina (v srbské cyrilici Купусина, maďarsky Bácskertes) je obec na samotném severu Srbska. Administrativně je součástí města Apatin. Obyvatelstvo vesnice je většinově maďarské národnosti (cca tři čtvrtiny). V roce 2011 měla obec 1921 obyvatel.
Vesnice se nachází v blízkosti lužních lesů a mokřadů u Dunaje a poblíž chorvatsko-srbské hranice. Název obce odkazuje na srbské slovo pro zelí – kupus. První písemná zmínka o obci pochází z roku 1927, současný název se objevil v 16. století. V období do roku 1918 byla známá pod názvem Bač Kerteš (z maďarského názvu).
V obci se nachází také potravinové silo. Dominantou obce je katolický chrám svaté Anny.
Od roku 2006 je vedle srbštiny úředním jazykem v obci i maďarština.